# فالنتين إدوارد بيكر
فالنتين إدوارد بيكر (بالألمانية: Valentin Eduard Becker)‏ هو ملحن ألماني، ولد في 20 نوفمبر 1814 في فورتسبورغ في ألمانيا، وتوفي بنفس المكان في 25 يناير 1890.

## وصلات خارجية
- فالنتين إدوارد بيكر على موقع ميوزك برينز (الإنجليزية)